# Krowica Lasowa
Krowica Lasowa is een plaats in het Poolse district  Lubaczowski, woiwodschap Subkarpaten. De plaats maakt deel uit van de gemeente Lubaczów en telt 220 inwoners.